# Moçambiques flagga
Moçambiques flagga har tre breda horisontella band i grönt, svart och gult, på var sida av det svarta bandet finns två smala vita band. Ovanpå banden med basen mot flaggstången finns en röd likbent triangel. I mitten av tringeln finns en gul femuddig stjärna med en bok i sitt centrum. Ovanpå boken finns en korslagd hacka och AK-47:a (med bajonett). Flaggan antogs av Moçambique den 1 maj 1983.

## Bakgrund
Flaggan antogs den 1 maj 1983 och är baserad på den flagga som användes under kolonialtiden av frihetsrörelsen Frelimo (portugisiska: Frente de Libertação de Moçambique). Frelimos flagga är i sin tur inspirerad av den som användes av ANC. Den nationsflagga som antogs vid självständigheten 1975 hade band som utgick från flaggans inre övre hörn. Skillnaden mellan nationsflaggan och Frelimos flagga var att Frelimos flagga saknade emblemet. Flaggan förändrades 1983 då banden gjordes horisontella, samtidigt som den marxistiska stjärnan gjordes mer framträdande. Proportionerna är 2:3.
Oppositionen i landet har vid flera tillfällen efterlyst en ny flagga som inte är baserad på Frelimos flagga och som inte avbildar ett vapen, men försöken att förändra nationalsymbolerna har mötts av motstånd bland befolkningen. Den senaste tävlingen hölls i september 2005 då 119 bidrag togs emot och en vinnare valdes. Trots detta förblev flaggan den samma.
Moçambique och Guatemala är de enda länder som har en nationsflagga med ett handeldvapen.

## Symbolik
Flaggan
| Färg  | Symboliserar                             | Pantone |
| ----- | ---------------------------------------- | ------- |
| Grönt | Jordmånens rikedomar                     | 355c    |
| Svart | Den afrikanska kontinenten               |         |
| Gult  | Nationens underjordiska mineralrikedomar | 116c    |
| Vitt  | Freden                                   |         |
| Rött  | Landets kamp för självständighet         | 185c    |

Emblemet
| Element       | Symboliserar                                      |
| ------------- | ------------------------------------------------- |
| Gula stjärnan | Folkets solidaritet och socialistiska övertygelse |
| Boken         | Utbildning                                        |
| Hackan        | Bönderna och jordbruket                           |
| Vapnet        | Nationens beslutsamhet att försvara sin frihet    |